# 아르도크쇼

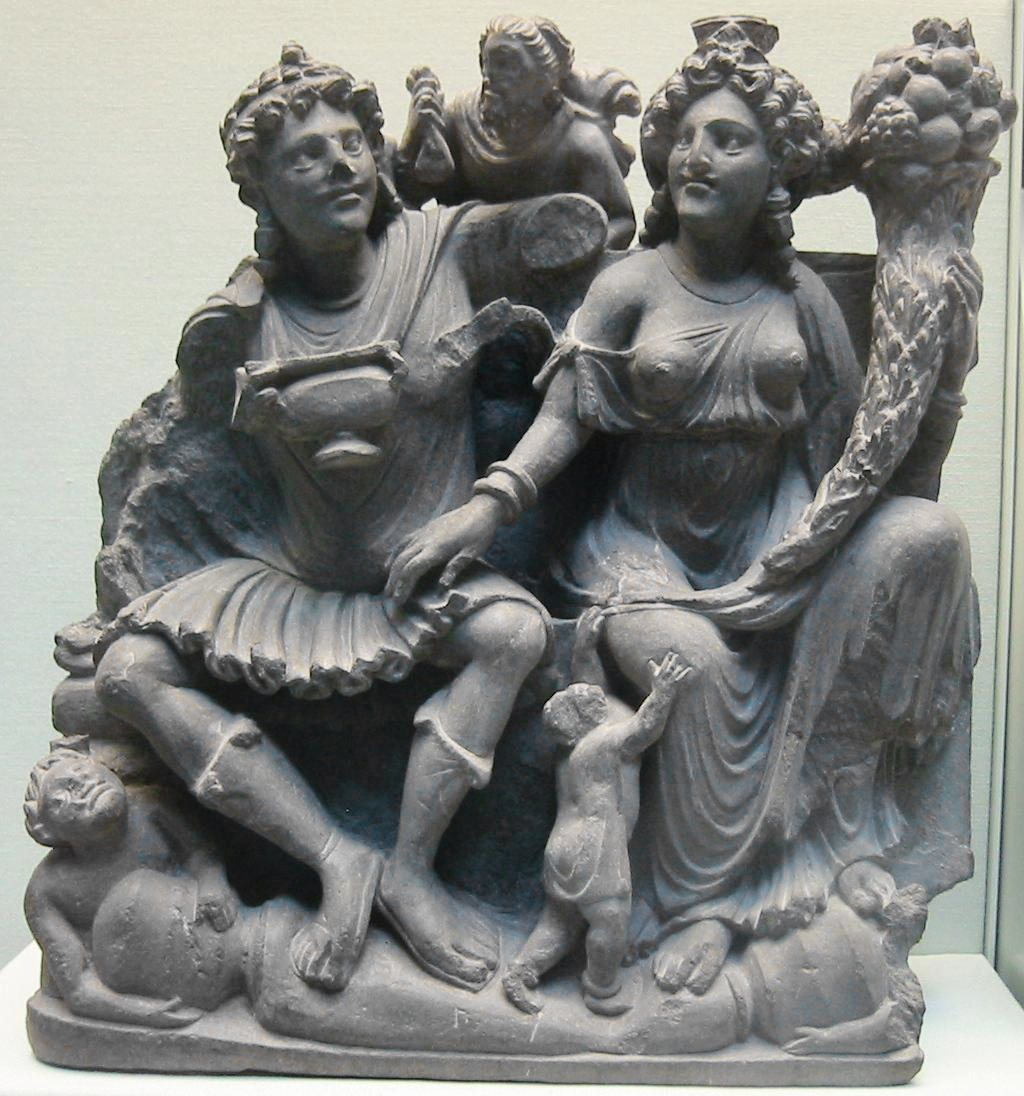
간다라에서 발견된 쿠샨의 파로(왼쪽)와 아르도크쇼 신상. 이 조각상은 그리스 불교 미술의 영향을 받았으며, 아르도크쇼는 그리스 여신 티케에서 차용한 것으로 보이는 코르누코피아(오른쪽 위)를 들고 있다.

아르도크쇼(박트리아어: Αρδοχϸο)는 이란의 부의 여신으로 기원전 1세기 초 쿠샨 제국에서 숭배하던 여신이다. 그녀는 동이란의 여신이자 락슈미의 다른 이름으로 여겨진다. 그녀는 아베스타에서 아쉬로 알려져 있다.
그녀는 종종 일부 불교에서 발견되는 하리티 신과 비슷한 존재로 여겨져 왔다. 페르시아의 여신 아나히타, 그리스의 티케, 로마의 포르투나, 힌두교의 슈리 신과도 유사하게 그려졌다.
쿠샨 시대 중반에 아르도크쇼는 남신 오에쇼를 제외하고 유일하게 주화에 새겨진 신이었다.

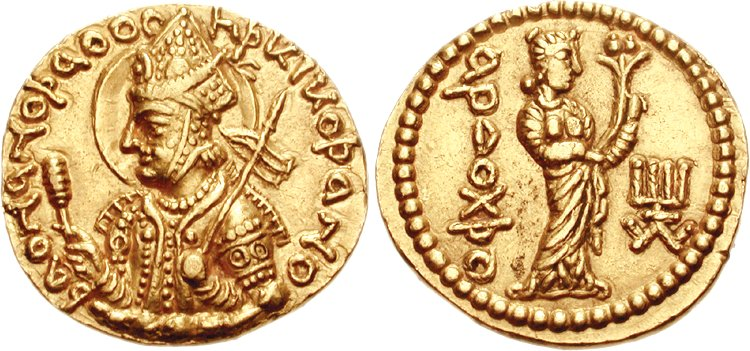
후비슈카의 주화(150년 ~ 180년), 그리스 문자로 아르도크쇼와 그녀의 이름이 새겨져 있다.
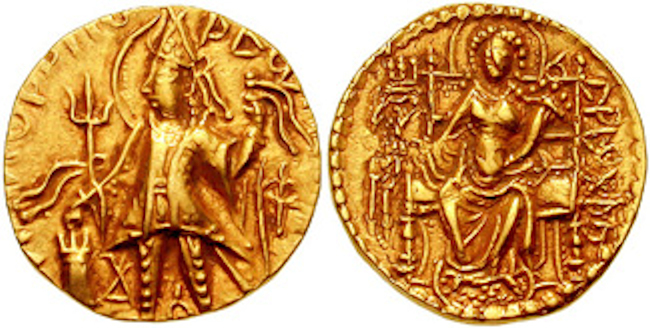
바시슈카의 동전(222년-240년), 왕좌에 오른 아르도크쇼 여신을 묘사하고 있으며 그리스 문자로 그녀의 이름이 들어가 있다.
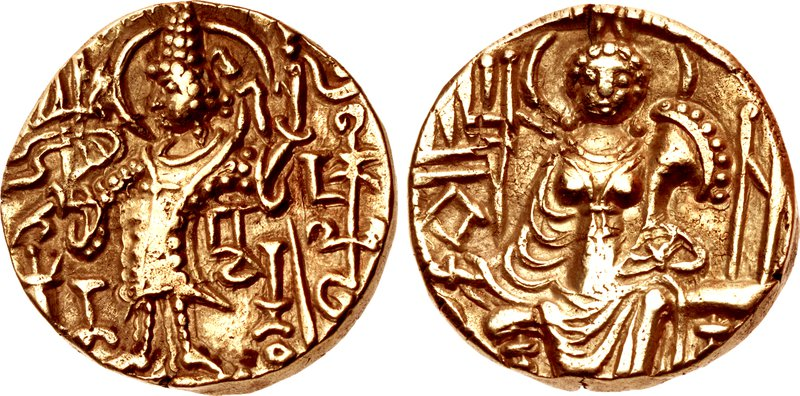
키푸나다의 동전. 서기 335-350년경. 앞면: 왼쪽에 서서 제단 위에 제사를 지내는 키푸나다. 뒷면: "왕좌에 앉은 아르도크쇼가 의식용 화환과 코르누코피아를 들고 정면을 바라보고 있다."